# 산타가피토
산타가피토(이탈리아어: Sant'Agapito)는 이탈리아 몰리세주 이세르니아도의 코무네다. 캄포바소에서 서쪽으로 40km, 이세르니아에서 남쪽 6km 거리에 있다.